# Helina icterica
Helina icterica este o specie de muște din genul Helina, familia Muscidae. A fost descrisă pentru prima dată de Seguy în anul 1937. Conform Catalogue of Life specia Helina icterica nu are subspecii cunoscute.